# Ragnar Granit
Ragnar Granit, né le 30 octobre 1900 à Riihimäki en Finlande et mort le 12 mars 1991 à Stockholm en Suède, est un médecin et physiologiste finnois naturalisé suédois en 1941. Il reçoit le prix Nobel de médecine en 1967.

## Biographie
Ragnar Granit fait ses études de médecine à la faculté de médecine de l'université d'Helsinki, avant de partir en 1940 pour la Suède lors de l'invasion de son pays par les Soviétiques durant l'hiver 1939. Il obtient alors la nationalité suédoise l'année suivante et peut poursuivre ses recherches à Stockholm où il travaillera le reste de sa vie.
En 1967, il est corécipiendaire du prix Nobel de médecine avec les Américains Haldan Keffer Hartline et George Wald pour leurs travaux sur l'œil. Son épouse Marguerite Emma (Daisy) Bruun est décédée en 1991.

## Distinctions
- Commandeur de l'ordre royal de l'Étoile polaire